# Oxytropis purpurea
Oxytropis purpurea là một loài thực vật có hoa trong họ Đậu. Loài này được (Bald.) Markgr. miêu tả khoa học đầu tiên.